# 申堡 (下莱茵省)
申堡（法語：Schœnbourg，法語發音：[ʃønbuʁ] ⓘ）是法国下莱茵省的一个市镇，属于萨韦尔讷区。

## 地理
申堡（48°49'59"N, 7°16'0"E）面积5.06 平方千米，位于法国大東部大區下莱茵省，该省份为法国大陆部分最东部的省份，是阿尔萨斯的一部分，今与上莱茵省组成了阿尔萨斯欧洲集体，其南至上莱茵省，西南接孚日省和默尔特-摩泽尔省，西接摩泽尔省，北与德国接壤，东侧沿莱茵河与德国相望。
与申堡接壤的市镇（或旧市镇、城区）包括：昂格维莱、比斯特、埃什堡、洛尔。
申堡的时区为UTC+01:00、UTC+02:00（夏令时）。

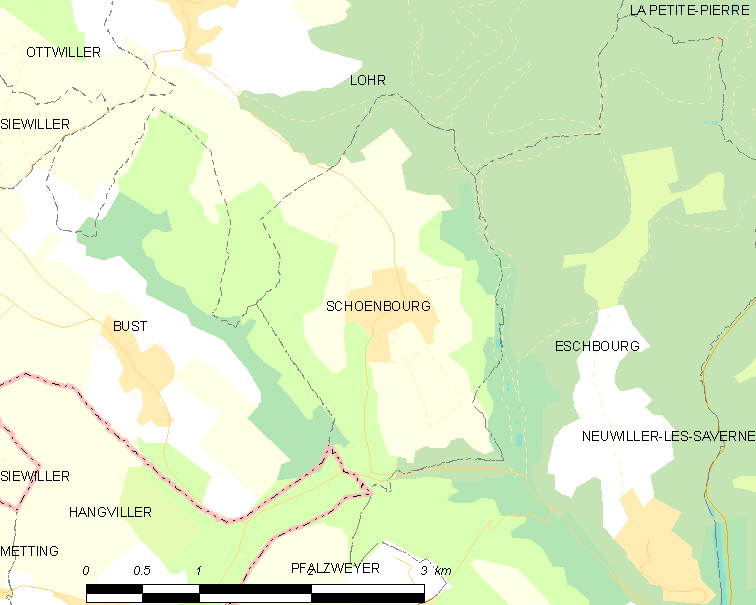
申堡的OSM定位图

## 行政
申堡的邮政编码为67320，INSEE市镇编码为67454。

## 政治
申堡所属的省级选区为英维莱尔县。

## 人口

1962-2008年间申堡人口变化图示

申堡于2022年1月1日时的人口数量为371人。